# José Figueroa y Torres
José Figueroa y Torres (Marsella, 8 de març de 1857 - Granada, 11 de juny de 1901), també conegut pel seu títol nobiliari de vescomte d'Irueste, va ser un polític espanyol de la Restauració.

## Biografia
Va néixer en Marsella el 8 de març de 1857. Era fill d'Ignacio de Figueroa y Mendieta, i germà d'Álvaro —el comte de Romanones— i Gonzalo. Va ser el primer president del Cricket y Foot-Ball Club, fundat en 1879, la primera societat esportiva registrada legalment a Espanya.
Es va estrenar com a diputat a Corts de la Restauració en 1884, després de resultar elegit pel districte electoral de Guadalajara. Es va casar el 3 d'abril de 1883 amb María Rosario Loring y Heredia, tercera filla dels marquesos de Casa Loring, Jorge Loring y Oyarzábal i Amalia Heredia Livermore. Entre 1891 i 1892 va ser diputat pel districte de Valdeorras (província d'Ourense. A partir de 1896 va obtenir acta de diputat en les successives eleccions de 1896, 1898, 1899, i 1901 pel districte de Baeza.
Va exercir el càrrec de director general d'Agricultura, Indústria i Comerç entre setembre i desembre de 1892.
Es va trobar entre els escassos assistents a l'execució el 20 d'agost de 1897 de Michele Angiolillo, l'assassí d'Antonio Cánovas del Castell. Poc després va prendre possessió el 12 de setembre d'aquest mateix any del càrrec de governador civil de la província de Madrid, desenvolupant el càrrec fins a octubre. Durant el seu mandat va imposar multes a les empreses de teatres que acabaven les seves funcions més tard de la una de la matinada.
Membre de l'Orde de Sant Jaume, va ostentar el títol nobiliari de iii vescomte d'Irueste.
Va morir a la torre de la Justícia de l'Alhambra de Granada en la nit de l'11 al 12 de juny de 1901; afligit d'una malaltia, va vomitar sang i en la mitjanit va perdre la vida en el lloc.